# Banco Árabe para o Desenvolvimento Econômico da África
Banco Árabe para o desenvolvimento econômico da África (ABEDA) é um organismo criado em 18 de fevereiro de 1974 e efetivamente ativo desde 16 de setembro do mesmo ano.
Foi criado com o intuito de fortalecer a cooperação econômica, financeira e técnica entre os países árabes e africanos.

## Objetivos
Para esta finalidade, o Banco tem a missão de:
- ajudar no desenvolvimento econômico de países africanos não-árabes;
- estimular a contribuição do capital árabe no desenvolvimento da África;
- prover assistência tecnológica para o desenvolvimento da África.

## Membros
Membros da organização: 18
- Argélia
- Bahrein
- Egito
- Emirados Árabes Unidos
- Iraque
- Jordânia
- Kuwait
- Líbano
- Líbia
- Mauritânia
- Marrocos
- Omã
- Organização para a Libertação da Palestina
- Catar
- Arábia Saudita
- Síria
- Tunísia